# Bornéo

Bornéo, au présent

Bornéo, également appelée l’Île de Bornéo, est une île en Asie du Sud-Est, dans l’Insulinde.
De forme massive, Bornéo est la troisième plus grande île au monde par sa superficie (743 330 km2), derrière le Groenland et la Nouvelle-Guinée. Elle est peuplée d'environ 20 millions d'habitants (densité : 27 hab./km2).
L'Indonésie appelle l'île Kalimantan.
Le territoire de Bornéo est partagé entre trois États souverains : Brunei et la Malaisie au nord, et l'Indonésie au sud :
- Brunei, riche en pétrole, situé sur la côte nord, couvre 0,8 % de la superficie des terres de Bornéo (5 765 km2). Le nom de l'île, Bornéo, en est issu par déformation ;
- les États de Sabah (76 115 km2) et Sarawak (124 450 km2), qui représentent environ 26 % de l'île, appartiennent à la Malaisie orientale. En outre, Labuan et plusieurs autres petites îles au large de la côte de Bornéo constituent le territoire fédéral de Labuan, qui appartient aussi à la Malaisie ;
- le reste de l'île, soit environ 73 %, appartient à l'Indonésie.

Bornéo est un lieu de grande biodiversité, mais la régression de la forêt tropicale humide est une menace pour de nombreuses espèces végétales et animales.

## Étymologie
Le nom de « Bornéo » vient de celui de Brunei, aujourd’hui un petit sultanat situé sur la côte nord-ouest de l’île. Cette confusion entre l’île et un des États qui s’y trouvait vient des Portugais de Malacca, qui parlent de « Burney », de « Burneo » ou de « Burne ». Le Nagarakertagama, un poème épique écrit en 1365 dans le royaume javanais de Majapahit, mentionne le nom de « Buruneng » parmi les quelque cent « contrées tributaires » du royaume, c'est-à-dire Brunei.  
On ne connaît pas exactement les origines du nom « Brunei ». Une étymologie proposée est le nom de Varuna (devanāgarī वरुण [ʋəruɳə]), le dieu de l'océan dans l'hindouisme, qui au XIVe siècle aurait donné « Barunai ». Les textes chinois parlent de « Boni » (渤泥), dont la plus ancienne mention se trouve dans la Taiping huanyuji (太平環宇記) ou Géographie universelle de l'ère Taiping de Yue Shi (樂史, 930‐1007).

## Géographie
Incluse parfois dans l'archipel des Grandes îles de la Sonde, dont elle est la plus vaste avec ses 736 000 km2, Bornéo est baignée par la mer de Chine méridionale au nord, la mer de Java au sud, le détroit de Macassar au   sud-est, la mer de Célèbes et la mer de Sulu au nord-est.
Son relief se partage entre plaines alluviales à la périphérie et massifs montagneux au centre dont l'altitude varie de 2 000 à 2 643 m d'altitude au mont Trusmadi (en) (Malaisie), le mont Kinabalu culminant cependant dans les Banjaran Crocker à 4 095 m d'altitude.
Le système hydrographique de l'île est assez important, comportant notamment quatre fleuves d'une longueur dépassant 500 km : le Kapuas (1 143 km), le Mahakam (980 km), le Barito (880 km) et le Rajang (563 km).
| Pays      | Province/État/District | Superficie  | Population (2019), | Densité |
| --------- | ---------------------- | ----------- | ------------------ | ------- |
| Indonésie | Kalimantan oriental    | 129 066 km2 | 3 619 700          | 28/km2  |
| Indonésie | Kalimantan occidental  | 147 307 km2 | 5 045 700          | 34/km2  |
| Indonésie | Kalimantan du Sud      | 43 546 km2  | 4 216 300          | 97/km2  |
| Indonésie | Kalimantan central     | 153 564 km2 | 2 649 800          | 17/km2  |
| Indonésie | Kalimantan du Nord     | 71 177 km2  | 695 600            | 10/km2  |
| Indonésie | total                  | 544 660 km2 | 16 227 100         | 30/km2  |
| Malaisie  | Sarawak                | 124 450 km2 | 2 810 000          | 23/km2  |
| Malaisie  | Sabah                  | 76 115 km2  | 3 900 000          | 51/km2  |
| Malaisie  | total                  | 200 565 km2 | 6 710 000          | 33/km2  |
| Brunei    | Belait                 | 2 727 km2   | 75 900             | 28/km2  |
| Brunei    | Brunei-Muara           | 571 km2     | 319 500            | 560/km2 |
| Brunei    | Tutong                 | 1 166 km2   | 52 700             | 45/km2  |
| Brunei    | Temburong              | 11 400 km2  | 1 303              | 9/km2   |
| Brunei    | total                  | 15 864 km2  | 449 403            | 28/km2  |
| Total     | Total                  | 743 330 km2 | 23 386 503         | 31/km²  |

### Climat
Bornéo est traversée dans la plus grande longueur par l’équateur. Le climat est équatorial, chaud et humide. En moyenne la température est de 30 °C à 33 °C le jour, elle baisse en altitude à 20 °C la nuit, et à 14 °C en montagne au-dessus de 1 000 mètres d’altitude ; c’est un facteur favorable à la croissance de la végétation. La pluviométrie à Bornéo est très importante, en moyenne de 2 000 millimètres par an sur les côtes à 4 000 millimètres dans l’intérieur, avec des variations notables selon les régions. Les hauts plateaux du centre montagneux sont les plus arrosés. La côte Est montre des zones un peu plus sèches.
En moyenne, la température est de 26 °C et les précipitations sont de 1 500 à 4 500 mm de selon l'orientation.
Comme toutes les autres îles équatoriales, Bornéo possède un climat humide tout au long de l'année (presque) avec parfois de fortes pluies ou averses. Les températures restent entre 15 et 33 degrés en moyenne tout au long de l'année avec parfois de violents orages qui donnent de fortes précipitations et de fortes crues.

### Biodiversité, faune et flore
Les facteurs biogéographiques expliquent la grande richesse de la flore et de la faune de l’île.
Riche de dizaines de milliers d'espèces animales et végétales dont une partie reste encore à découvrir, la forêt primaire de Bornéo, au cœur de l'Insulinde, est le lieu de vie de nombreuses espèces endémiques et rares. Des conditions de vie extrêmes (chaleur, hygrométrie proche de la saturation et luminosité au sol presque nulle), y ont créé un univers unique où on trouve des plantes carnivores. L'île est parmi les zones du monde les plus riches en biodiversité, et de nouvelles espèces y sont souvent découvertes, les plus étonnantes pouvant être relayées par la presse, comme c'est le cas de la limace Ibycus rachelae, le phasme Phobaeticus chani ou la grenouille Barbourula kalimantanensis. Parmi les espèces de mammifères vivant sur cette île, on trouve trois espèces de grands singes : le Gibbon de Müller, le Gibbon à barbe blanche de Bornéo (en) et l'Orang-outan de Bornéo. 

#### Plantes carnivores
Les plantes carnivores présentes à Bornéo font notamment partie du genre Nepenthes dont on compte plus de soixante espèces originaires de l'île. Les népenthès sont des plantes vivaces, terrestres ou épiphytes qui attirent leurs proies par le nectar que l'on trouve autour du péristome et sur la face interne de l'opercule. Les proies glissent, s'engluent et finissent par être digérées par des enzymes situées dans le fond de l'urne qui dégradent les tissus de l'animal.
Quelques exemples de népenthès présentes sur l'île : N. rajah, N. villosa, N. truncata...

#### Déforestation et feux
De toutes les grandes étendues forestières tropicales, celle de Bornéo régresse actuellement le plus rapidement, notamment à cause des incendies ou feux de forêts (qui sont en outre sous les tropiques une source massive de gaz à effet de serre, et de dégradation des « puits de carbone » (sols et tourbes notamment).
Bornéo connaît le plus fort taux de déforestation au monde. Le feu y est l'une des premières causes de déforestation, et occasionne un énorme relargage de CO2 dans l’air. Près d’un quart des forêts de Bornéo (parmi les plus riches du monde en biodiversité) a brûlé au moins une fois en dix ans,. Ces feux sont pour certains allumés volontairement par les entreprises de culture de l’huile de palme afin de planter des palmiers à huile. 
Une analyse de tous les incendies observés par plusieurs satellites survenus à Bornéo sur dix ans a montré que :
- Environ 16,2 millions d'ha (soit l’équivalent de 21 % de la surface de Bornéo), ont été touchés par le feu au moins une fois et 6 % de plus d'une fois ;
- Le phénomène El Niño aggrave le phénomène à cause des moindres pluies qui l’accompagnent (l’incidence et la gravité des incendies triple alors par rapport aux conditions météorologiques normales). 0,3 million d'hectares brûlent en année normale contre un million d'ha au cours des années El Niño) ;
- Les sols forestiers tourbeux (les meilleurs puits de carbone) qui peuvent être très épais en Indonésie sont les plus touchés (continuant parfois à brûler en profondeur malgré la saison des pluies) ;
- La fréquence des incendies varie fortement selon les trois pays qui occupent l’île de Bornéo et selon leurs provinces, bien que les écosystèmes et l'utilisation des terres soit assez similaires sur toute l'île ;
- Alors qu'il y a quatre États dans l'île, et que la forêt y semble homogène, de même que les usages du sol, le feu touche beaucoup plus la vaste région de Kalimantan (en moyenne cinq fois plus en pourcentage de la superficie totale, sur dix ans). De plus, en régime El Niño, les feux n’ont augmenté que dans le Kalimantan et non au Brunei et au Sabah. Une même tendance a été observée dans les parcs nationaux qui brûlent moins, ce qui indique ou confirme que dans ces forêts humides, les sécheresses induites par El Niño ne sont pas la seule cause d’aggravation de fréquence et de surface des incendies.

Limiter les feux de forêt en zone tropicale aurait un impact très important sur le climat ; le « Zéro feux » est un des objectifs de l'ANSEA.

## Histoire

### Préhistoire

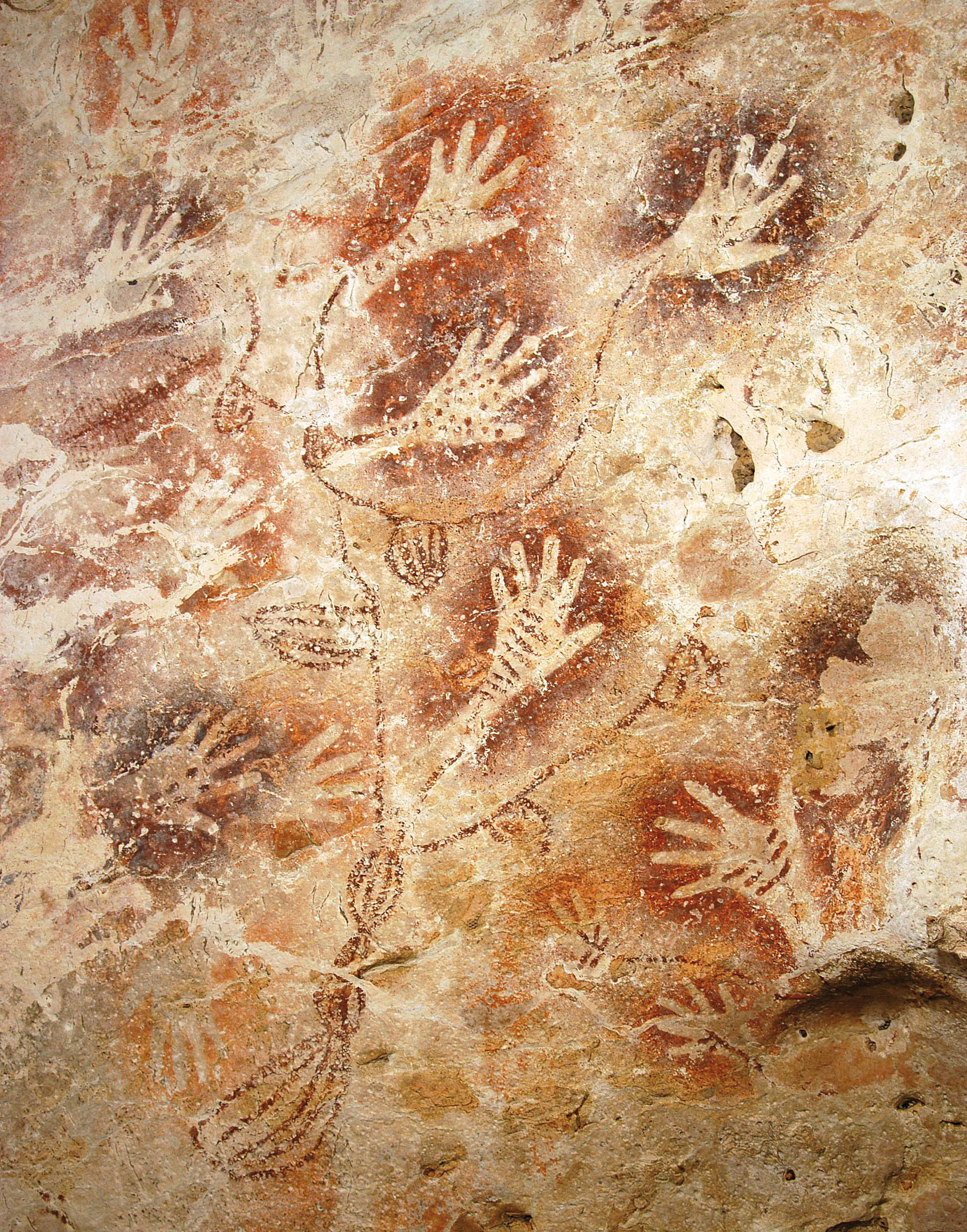
Plafond peint de Gua Tewet, Kalimantan Est, Indonésie, découvert en 1999 par Pindi Setiawan, Luc-Henri Fage et Jean-Michel Chazine

Habitée dès le Paléolithique inférieur (peuplement de l'Asie du Sud-Est), l'île possède l'un des gisements préhistoriques les plus importants de cette région.
En 2000, l'université de Leicester lance le Niah Cave Project, destiné à permettre aux archéologues de réexaminer la stratigraphie du site archéologique le plus célèbre d'Asie du Sud-Est, les grottes de Niah dans les forêts côtières de Sarawak.
Dans les années 1950 et 1960, deux Anglais, Tom et Barbara Harrisson, ont été les premiers à y effectuer des fouilles. Parmi leurs découvertes se trouve notamment un crâne humain, que le radiocarbone a daté d'environ 40 000 ans. C'est la plus ancienne trace humaine à Bornéo, bien antérieure à l'arrivée des Austronésiens. Les Harrisson pensaient que le site avait été occupé sans interruption jusqu'à nos jours. Toutefois, leurs fouilles n'avaient pas fait l'objet d'un inventaire systématique, et de grandes incertitudes demeuraient quant à leurs résultats. 
Les trois premières campagnes (septembre 2000, avril 2001 et avril 2002) apportèrent des éléments importants pour la connaissance de l'histoire du peuplement de l'Asie du Sud-Est, en particulier sur la date de l'arrivée de l'homme moderne à Bornéo en route pour l'Australie.

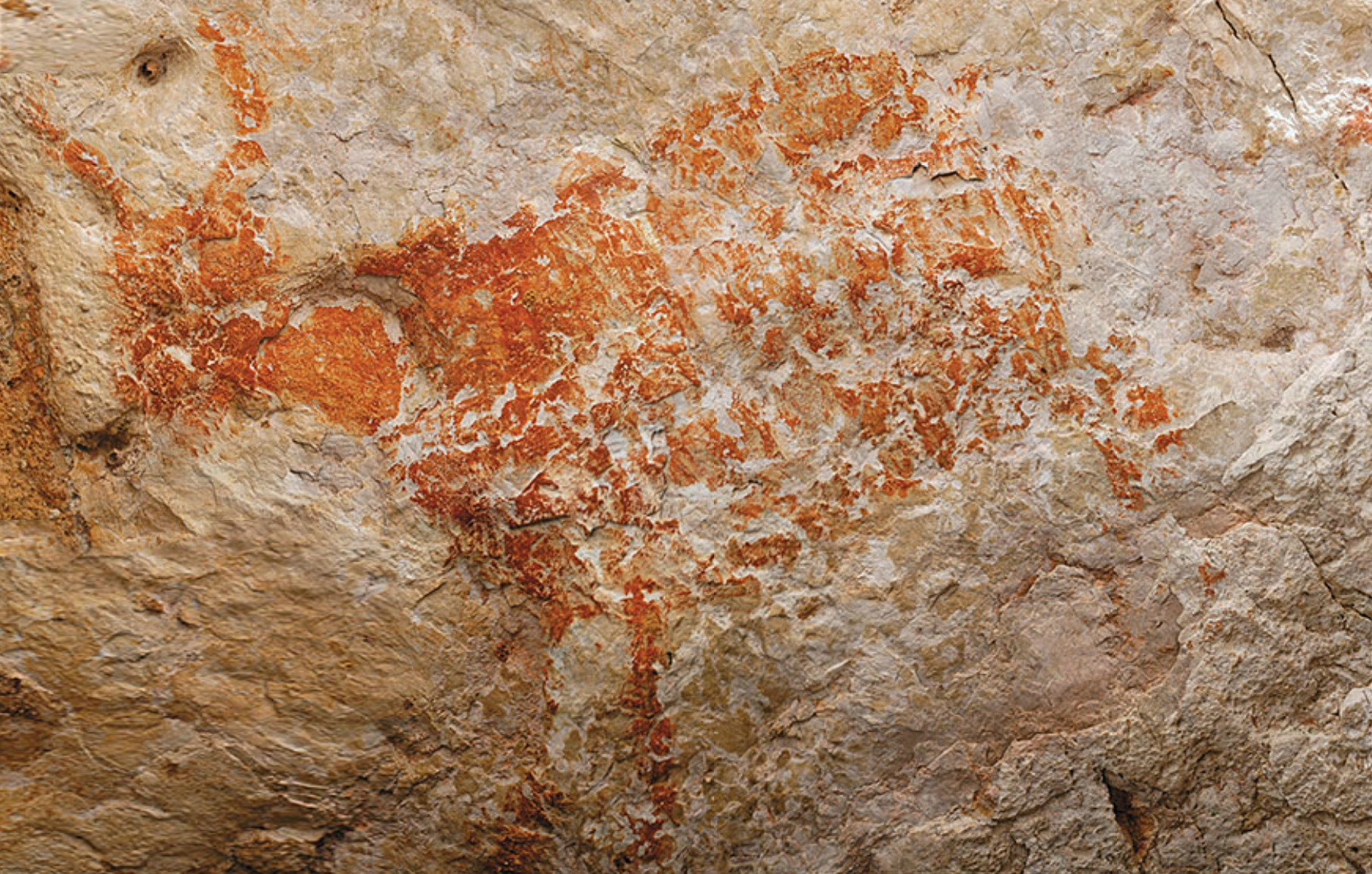
Représentation d'un bovidé, probablement un Benteng (Bos Javanicus) dans une fresque complexe peinte au plafond d'une galerie basse de Lubang Jeriji Saléh (Kalimantan Est, Indonésie) daté entre 40.000 et 52.000 ans.

Par ailleurs, 38 grottes ornées de peintures rupestres (2 000 empreintes de mains en négatif, et quelque 400 autres représentations symboliques, zoomorphiques bovidés, cerfs et anthropomorphiques) ont été découvertes dans l'Est de Kalimantan ; ces peintures, parmi les plus anciennes de le Terre, présentant quelques analogies formelles avec l'art rupestre ancien des aborigènes d'Australie, pourraient modifier les théories jusqu'à présent admises sur la chronologie du peuplement de l'Asie du Sud-Est. En 2018, de nouvelles datations à l'uranium-thorium montrent que les peintures sont apparues dans l'est de Bornéo entre 52 et 40 ka BP (ce qui en fait les représentations figuratives parmi les plus anciennes au monde), et qu'un nouveau style d'art pariétal s'est développé pendant le dernier maximum glaciaire et cela durant plusieurs dizaines de milliers d'années.
Quoi qu'il en soit, il y a 5 000 ans (3000 av. J.-C.), des habitants du littoral de la Chine du sud commencent à traverser le détroit pour s'installer à Taïwan. Vers 2000 av. J.-C., des migrations ont lieu de Taïwan vers les Philippines. De nouvelles migrations commencent bientôt des Philippines vers Sulawesi et Timor et de là, les autres îles de l'archipel indonésien, dont Bornéo. Les Austronésiens sont sans doute les premiers grands navigateurs de l'histoire de l'humanité.

### Période précoloniale
Située sur les grandes routes maritimes entre la Chine et d'une part l'archipel indonésien et d'autre part l'Inde et le Moyen-Orient, Bornéo est très tôt intégrée dans un réseau commercial international.
Outre « Buruneng », le Nagarakertagama cite également les noms de « Kutai » (dans l'est de Bornéo), « Banjarmasin » (sur la côte sud de l'île) et de Sukadana (sur la côte ouest) parmi les « contrées tributaires » du royaume. En réalité, le territoire contrôlé par Majapahit ne s'étendait que sur une partie de l'est et du centre de Java. Les contrées tributaires étaient en fait des comptoirs formant un réseau commercial dont Majapahit était le centre.

### Période coloniale
Les Portugais et les Espagnols sont les premiers Européens à s'intéresser à Bornéo au XVIe siècle.[réf. nécessaire]
À partir du XVIIe siècle, l'île devient l'enjeu de luttes entre Hollandais et Anglais. Cette rivalité explique la division actuelle de l'île, inchangée depuis les décolonisations. Ce contexte historique permet de comprendre la période de conflit qui, de 1962 à 1966, a opposé l'Indonésie à la Malaisie sur la question du statut du nord de Bornéo.
Le Crâne de Bornéo gravé d'entrelacs fit son entrée en 1876 dans les collections du muséum de Lyon. Envoyé par le biologiste et anthropologue Jean Louis Armand de Quatrefages de Bréau de Bréau, il fut enregistré comme « crâne de Négrito-Papou de l'intérieur de Bornéo, sculpté par les Dayak ». Depuis, cette mention avait laissé plus d'un spécialiste perplexe car elle présupposait qu'une population « négrito » ait vécu sur la grande île d'Asie du Sud-Est. Or l'existence de cette population de petite taille, à la peau noire, présente en Malaisie péninsulaire et aux Philippines, n'a jamais été attestée à Bornéo. Le mystère serait demeuré complet si la mise en valeur récente d'anciennes collections, dans le cadre du musée des Confluences, à Lyon, n'avait fait sortir ce crâne de l'ombre. Son étude vient d'élucider l'énigme. Malgré sa petitesse, il ne s'agissait pas de la tête d'un « Négrito » mais de celle d'une jeune femme, victime d'une pratique rituelle de la « chasse aux têtes », courante à Bornéo au milieu du XIXe siècle. L'examen des motifs gravés a permis de déterminer l'origine précise de ce « trophée ». Son décor végétal correspond exactement à celui des objets en bambou gravés par l'ethnie dayak des Bidayuh, qui vit aujourd'hui dans l'État malaisien du Sarawak et dans la province indonésienne de Kalimantan occidental. Que l'on se rassure cependant la chasse aux têtes ne fait plus partie des traditions de Bornéo depuis les années 1920.

## Populations et langues
Les langues de Bornéo appartiennent pratiquement toutes aux rameaux suivants de la branche malayo-polynésienne des langues austronésiennes :
- Barito : 27 langues ;
- Kayan-murik : 17 langues ;
- Dayak des terres : 16 langues ;
- Malaïque-dayak : 10 langues ;
- Nord-ouest : 84 langues ;
- Païtanique : cinq langues ;
- Punan-nibong : deux langues.

Parmi les langues de Bornéo qui n'appartiennent pas à ces rameaux, figurent notamment les diverses formes de malais. L'anglais est souvent parlé en seconde langue à Brunei, Sarawak et Sabah, ce qui s'explique par la longue colonisation britannique.

## Agriculture
La culture du palmier à huile s'est propagée à une vitesse fulgurante : un bienfait pour l'économie du pays, une catastrophe pour sa biodiversité. La plaine du Kinabatangan, où jadis s'étendait la forêt primaire, est désormais convertie à cette monoculture qui a transformé les paysages des îles de Bornéo.

#### Entités étatiques de Bornéo
- Provinces d'Indonésie, autonomie régionale en Indonésie, subdivisions de l'Indonésie, liste des gouverneurs actuels des provinces indonésiennes, État princier d'Indonésie

##### Kalimantan du Nord
- Bornéo du Nord (1882-1963), Colonie de la Couronne de Bornéo du Nord (en) (1846-1963), puis État malaisien
- Sultanat de Brunei (Negara Brunei Darussalam, 1368c), Empire de Brunei (1368-1888), protectorat (1888-1984), indépendant depuis 1984, révolte de Brunei (1962)
- Colonie de la Couronne de Labuan (1848-1946), incorporée au Bornéo du Nord, puis Territoire fédéral de Labuan,
- Sabah, Histoire de Sabah (en), devenu État malaisien
- Royaume de Sarawak (1841-1946), Rajahs blancs, colonie de la Couronne de Sarawak (en) (1946-1963), puis État malaisien de Sarawak
- Sultanat de Bulungan (1731-1964), État princier d'Indonésie, Kalimantan-Nord

##### Kalimantan du Sud
- Sultanat de Banjar (en) (1526-1680)

##### Kalimantan central
- Principauté de Kotawaringin (1615?-présent)

##### Kalimantan oriental
- Principauté de Gunung Tabur (it) (1810-1950)  (Kabupaten de Berau)
- Principauté de Sambaliung (it) (1810-1950) (Kabupaten de Berau)
- Principautés de Pulau Laut (?-1903), Pasir Belngkong (1516-1950), Pegatan (1700-1912), Kusan (1786-1855), Tidung  (1557-1916)

##### Kalimantan occidental
- Royaume de Kutai (399-1844), État princier d'Indonésie
- Principauté de Landak (1292-présent), État princier d'Indonésie
- République de Lanfang (1777-1884)
- Principauté de Mempawah (1740-1945), État princier d'Indonésie
- Sultanat de Pontianak (1771-1950), État princier d'Indonésie
- Sultanat de Sambas (1609-1956), État princier d'Indonésie
- Principauté de Sanggau (1310-présent), État princier d'Indonésie
- Principauté de Sekadau (1550-présent), État princier d'Indonésie
- Principauté de Sintang (1600?-présent), État princier d'Indonésie
- Principautés : Bunut (1815-1910, Jongkong (1823-1925), Kubu (1770-1950), Matan (1837-1950), Meliau (1700-1950), Piasa (?-1916), Selimbau (1500-1950), Silat (1222-1916), Simpang (1762-1950), Suhaid (1700-1916), Sukadana (1300-1950), Tayan (1300-1950)

#### Autres
- Sultanat de Sulu (1405-1917, Sud-Philippines), avec de forts liens avec Bornéo
- Histoire de la Malaisie, Malaisie péninsulaire, histoire de l'Indonésie, histoire de l'Asie du Sud-Est

#### Chine
- Mer de Chine méridionale, piraterie en mer de Chine (depuis 1400 environ)
- Sphère culturelle chinoise, Grande Chine, politique d'une seule Chine, sinophonie (en)
  - Politique étrangère de la république populaire de Chine
  - Siècle chinois (nouvelle Pax sinica ?)
  - Conflit en mer de Chine méridionale
  - Association des nations de l'Asie du Sud-Est (1967, ASEAN)
    - ASEAN Free Trade Area (1992, AFTA), Zone de libre échange de l'ASEAN
    - ASEAN plus trois (1997, Chine / Japon / Corée du Sud)
    - Sommet de l'Asie orientale (2005, EAS)

  - Conflit en mer de Chine méridionale (2000-)
  - Organisation de coopération de Shanghai (2001, OCS)
  - Nouvelle route de la soie (2013)
  - Route de la soie maritime du 21e siècle (en)
  - Stratégie du collier de perles
  - Grande muraille de sable (2014-)